# Vladimir Maljković
Vladimir Maljković (* 14. August 1982 in Zagreb) ist ein ehemaliger kroatischer Fußballspieler.

## Karriere
Maljković begann seine Karriere in der Jugend von Croatia Sesvete. Anschließend spielte er bei NK Zagreb, von wo aus er 1999 zur zweiten Mannschaft von Eintracht Frankfurt wechselte, für die er bis 2002 in der Oberliga und anschließend ein Jahr in der Regionalliga spielte. 2000 kam er zu drei Einsätzen für die erste Mannschaft von Eintracht Frankfurt in der 1. Bundesliga. 2003 wechselte er zurück in seine Heimat zu Croatia Sesvete, wo er bis 2008 blieb. Nach über einem Jahr Vereinslosigkeit heuerte er bei NK Trogir an, wo er 2009 seine aktive Profikarriere beendete.